# Communauté de communes de la Porte des Vosges Méridionales
Die Communauté de communes de la Porte des Vosges Méridionales ist ein französischer Gemeindeverband mit der Rechtsform einer Communauté de communes im Département Vosges in der Region Grand Est. Sie wurde am 1. Januar 2017 gegründet und umfasst 10 Gemeinden. Der Verwaltungssitz befindet sich im Ort Saint-Étienne-lès-Remiremont.

## Historische Entwicklung
Der Gemeindeverband entstand mit Wirkung vom 1. Januar 2017 durch Fusion der Vorgängerorganisationen
- Communauté de communes de la Porte des Hautes-Vosges und
- Communauté de communes des Vosges Méridionales

unter Zugang der Gemeinde Saint-Amé.

## Mitgliedsgemeinden
| Gemeinde                                                   | Einwohner 1. Januar 2022 | Fläche km² | Dichte Einw./km² | Code INSEE | Postleitzahl |
| ---------------------------------------------------------- | ------------------------ | ---------- | ---------------- | ---------- | ------------ |
| Dommartin-lès-Remiremont                                   | 1.900                    | 21,08      | 90               | 88148      | 88200        |
| Éloyes                                                     | 3.117                    | 12,51      | 249              | 88158      | 88510        |
| Girmont-Val-d’Ajol                                         | 256                      | 16,67      | 15               | 88205      | 88340        |
| Le Val-d’Ajol                                              | 3.873                    | 73,33      | 53               | 88487      | 88340        |
| Plombières-les-Bains                                       | 1.571                    | 27,20      | 58               | 88351      | 88370        |
| Remiremont                                                 | 7.500                    | 18,00      | 417              | 88383      | 88200        |
| Saint-Amé                                                  | 2.140                    | 8,07       | 265              | 88409      | 88120        |
| Saint-Étienne-lès-Remiremont                               | 3.814                    | 33,81      | 113              | 88415      | 88200        |
| Saint-Nabord                                               | 3.983                    | 38,50      | 103              | 88429      | 88200        |
| Vecoux                                                     | 863                      | 13,60      | 63               | 88498      | 88200        |
| Communauté de communes de la Porte des Vosges Méridionales | 29.017                   | 262,77     | 110              | –          | –            |